# 15466 Barlow
15466 Barlow eller 1999 AR23 är en asteroid i huvudbältet som upptäcktes den 14 januari 1999 av LONEOS vid Anderson Mesa Station. Den är uppkallad efter Nadine G. Barlow.
Den tillhör asteroidgruppen Eunomia.